# Turm von London
Der Turm von London ist ein Planungstest, der auf dem 1982 vom Neurologen Tim Shallice weiterentwickelten Turm von Hanoi basiert. Bei seiner Aufgabe müssen verschiedenfarbige Kugeln auf unterschiedlich langen Stäben umgesteckt werden, um mit möglichst wenig Zügen von einer Startposition zu einem Ziel zu gelangen. Dabei müssen Regeln beachtet werden (z. B. immer nur eine Kugel nach der anderen). In neuropsychologischen Studien stellte sich heraus, dass diese Aufgabe ein guter Test für die Messung der Planungsfähigkeit ist (z. B. Culbertson 1998).

## Hintergrund
In den letzten 20 Jahren wurde den Exekutivfunktionen in der Klinischen Neuropsychologie eine zunehmend größere Beachtung geschenkt. Trotz bestehender Probleme, die Exekutivfunktionen exakt zu beschreiben, lässt sich übereinstimmend feststellen, dass die Planungsfähigkeit den Exekutivfunktionen zugeordnet werden kann. Planungsfähigkeit lässt sich unterteilen einerseits in die Fähigkeit, Pläne zu erstellen und andererseits in die Fähigkeit, einen Plan im Hinblick auf die Erreichung eines Ziels hin auszuführen, also die erstellte Planung in eine zielgerichtete Handlung umsetzen zu können (Funke & Fritz 1999).
Mit zunehmender Wichtigkeit und Beachtung der Exekutivfunktionen stellte sich auch die Frage nach geeigneten Testverfahren für diesen Bereich. Der Planungstest sollte dazu beitragen, diese Lücke zu schließen und einen standardisierten neuropsychologischen Test für die Überprüfung der Planungsfähigkeit liefern.
In neuropsychologischen Studien konnte gezeigt werden, dass beim Lösen dieser Aufgabe genau diejenigen Hirnareale aktiv sind, von denen man annimmt, dass dort die Exekutivfunktionen verankert sind (Owen et al. 1990, Dagher et al. 1999, Baker et al. 1996). Eine zentrale Forderung für die Diagnostik der Exekutiven Funktionen ist die Neuartigkeit der Aufgabenstellung, damit die erbrachte Testleistung eindeutig von bereits Erlerntem abgegrenzt werden kann. Um dies zu erreichen, müssen bei der Testdurchführung immer wieder neue Aufgaben generiert werden, für die es aus den vorangegangenen Aufgaben keinen Lerneffekt gibt. Außerdem wurden Merkmale identifiziert, die den Schwierigkeitsgrad der Aufgabe mit beeinflussen (die Länge des Lösungsweges, also die Anzahl der Züge vom Start bis zum Ziel, erklärt nur 41 Prozent der Varianz, vgl. dazu auch Röhrenbach 1989).
Der Test besteht aus zwei gleich schweren Parallelformen, so dass auch Verlaufsmessungen möglich sind (z. B. für den Nachweis einer erfolgreich durchgeführten Therapie).